# Bad Neustadt an der Saale
Bad Neustadt an der Saale är en stad i Landkreis Rhön-Grabfeld i Regierungsbezirk Unterfranken i förbundslandet Bayern i Tyskland.